# Eisenerz

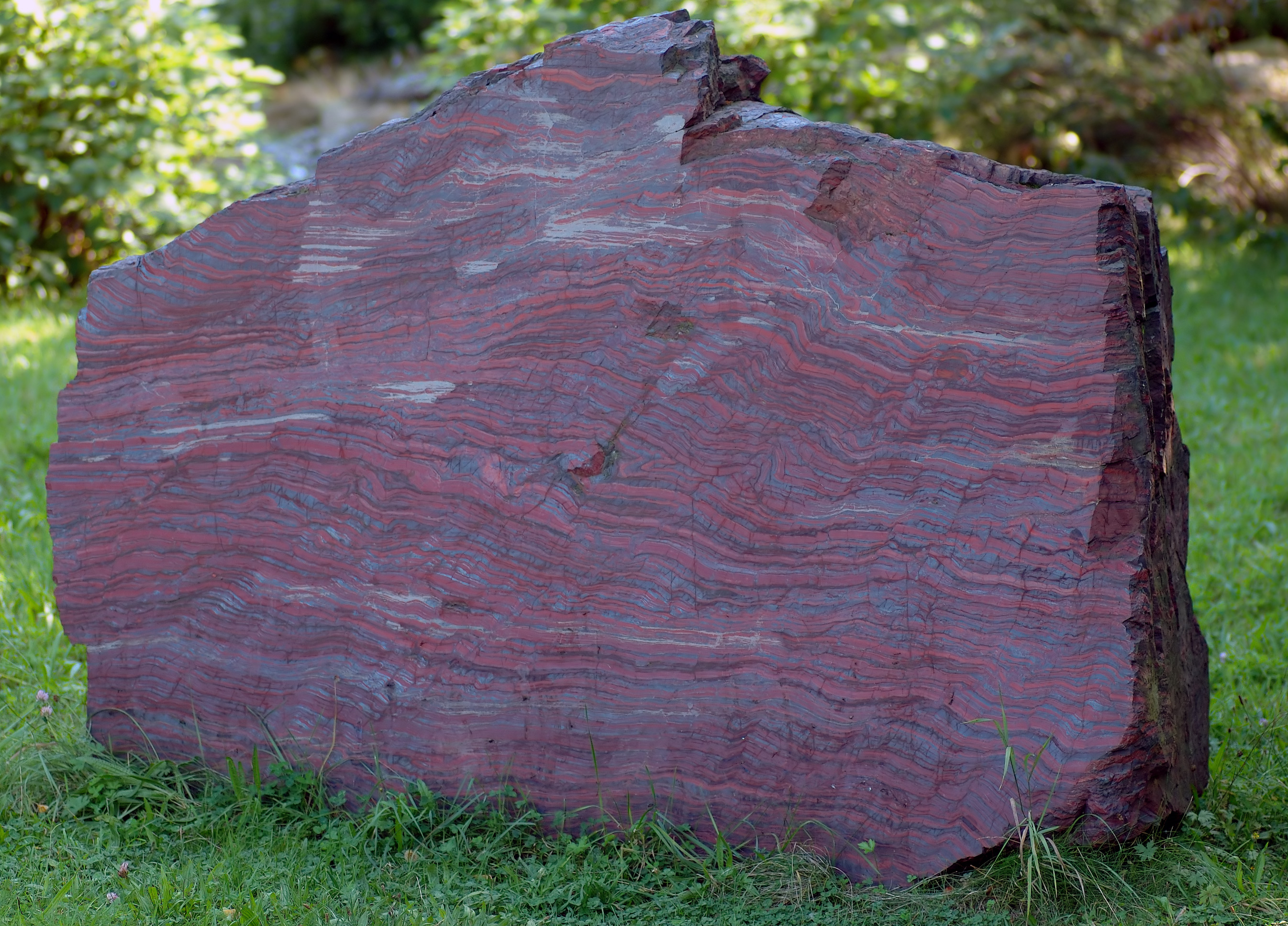
Bändereisenerz, 2,1 Milliarden Jahre alt

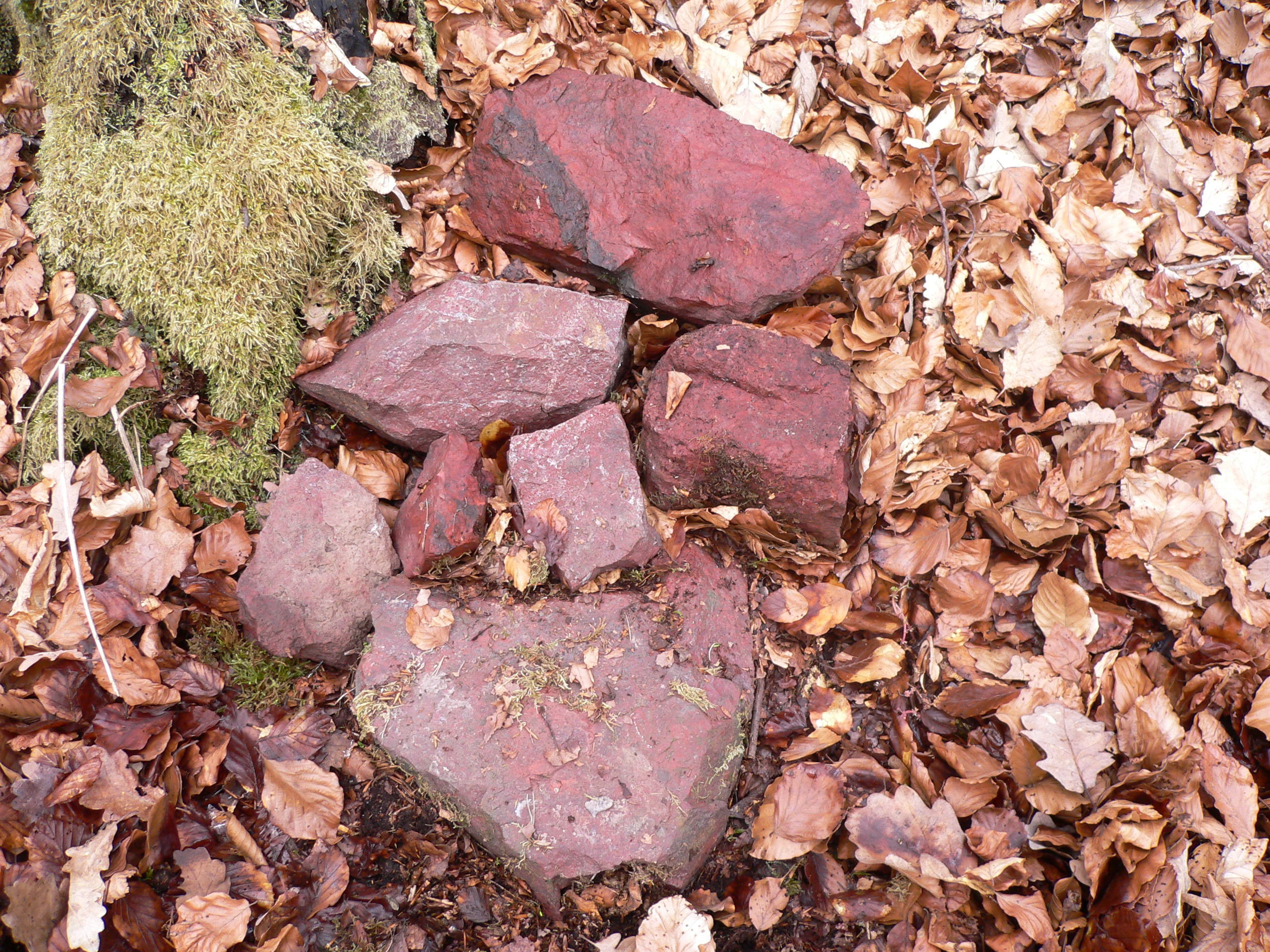
Roteisenstein, Fundort ehemalige Grube „Ruremark“ bei Bad Endbach-Wommelshausen

Eisenerze sind Gemenge aus natürlich vorkommenden chemischen Verbindungen des Eisens und nicht- oder kaum eisenhaltigem Gestein. Die natürlichen Eisenverbindungen werden Eisenerzminerale genannt, das übrige Gestein Gangart oder taubes Gestein. Die Eisenerzminerale sind bei den wirtschaftlich bedeutenden Lagerstätten meist Eisenoxide oder Eisencarbonate (Siderit). In geringen Mengen werden auch Eisenerze abgebaut und verhüttet, in denen das Eisen mit Schwefel (z. B. bei Pyrit) oder anderen Elementen verbunden ist.
Die wichtigsten Eisenerzminerale sind Magnetit (Fe3O4, bis 72 % Eisengehalt), Hämatit (Fe2O3, bis 70 % Eisengehalt) und Siderit (FeCO3, bis 48 % Eisengehalt).

## Entstehung von Eisenerzlagerstätten

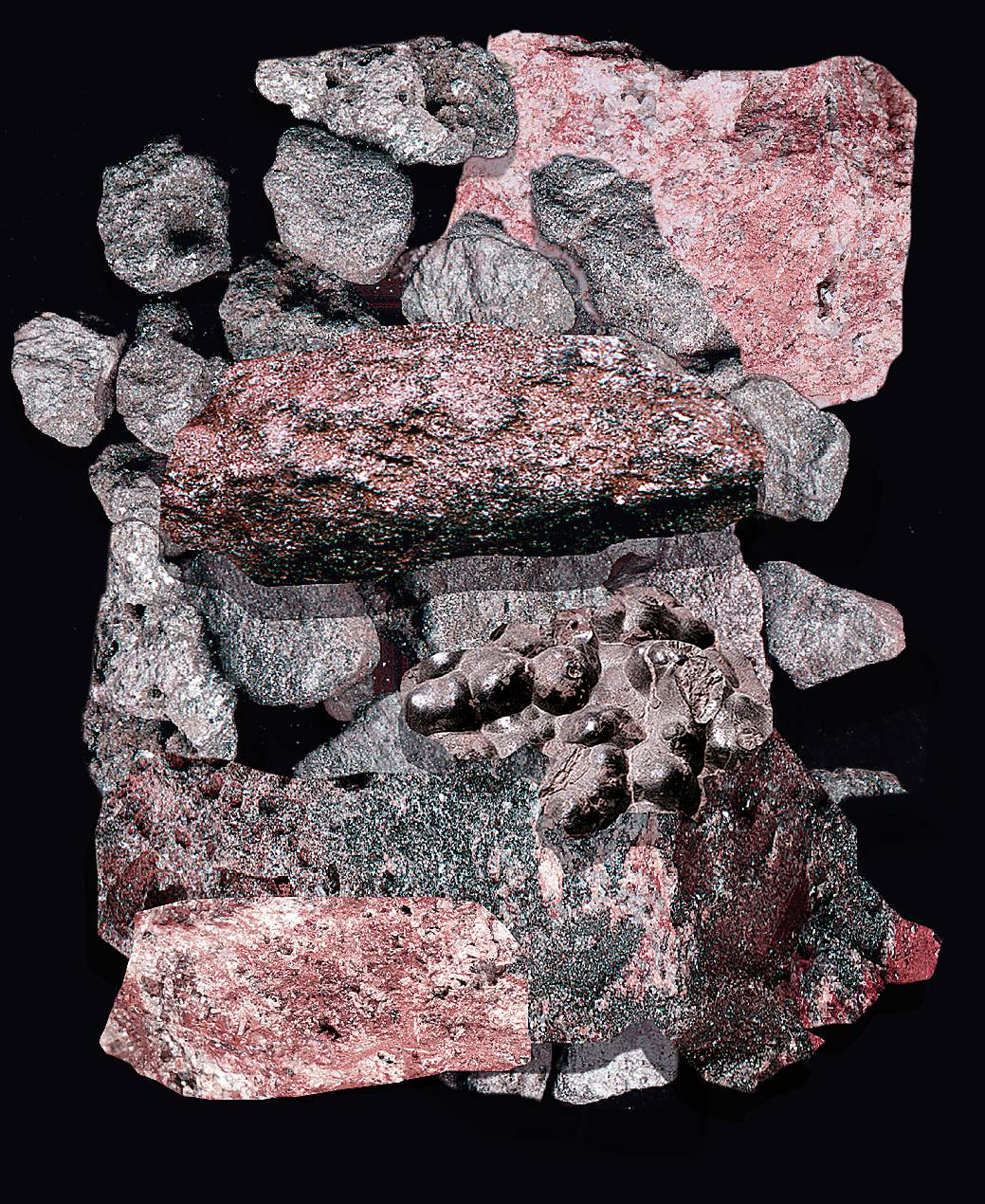
Roteisenerze (Roteisenglimmer, Roter Glaskopf, Blutstein) von Suhl/Thüringer Wald

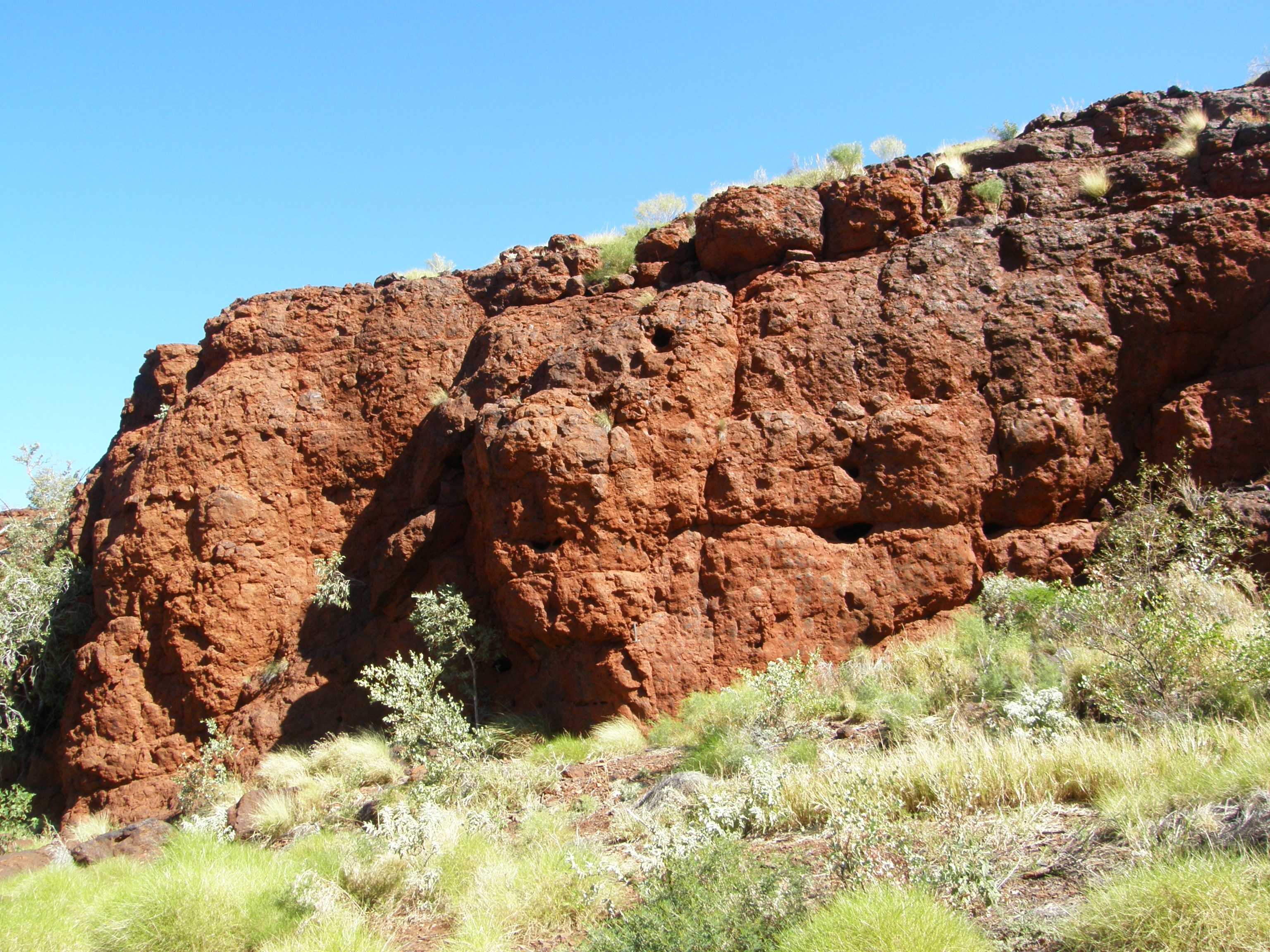
CID-Eisenerz südöstlich Pannawonica, Pilbara, Western Australia (CID - Channel Iron Deposit)

### Magmatische Entstehung
Erzlagerstätten sind häufig magmatischen Ursprungs. In geologisch aktiven Gebieten dringt Magma mit einem hohen Anteil an wertvollen Metallen in die Erdkruste ein. Bei der Abkühlung des Magmas kommt es zur Auskristallisation der Minerale und zur Entstehung von Erzlagerstätten.

### Sekundäre Ablagerung
Eisenreiche Schmelzgesteine werden entweder umgelagert oder aber aufgelöst und anderenorts wieder ausgeschieden, zum Beispiel an Schwarzen Rauchern. Letztere Eisenerzbildungen werden als sedimentär-exhalative Bildungen bezeichnet. Dazu gehören u. a. die Eisenerze des Lahn-Dill-Typs.

### Biogenetisch
Bestimmte Bakterien bilden elementaren Sauerstoff als Stoffwechselprodukt und führen damit zur Oxidation von Fe(2+) (zweiwertig) zu Fe(3+) (dreiwertig). Fe(3+)-Verbindungen sind sehr viel weniger wasserlöslich als Fe(2+)-Verbindungen. Die entsprechenden Eisenoxide/Oxidhydrate (rot nach Diagenese/Metamorphose) fallen damit aus, solange es im Meerwasser noch genügend Fe(2+) gelöst gibt. Zu Bändererzen kann es kommen, wenn der Stoffwechsel der Bakterien unter ungünstigen Bedingungen (niedrigere Temperatur, weniger Nahrungsangebot etc.) geringer wird. Dann lagern sich vorrangig Silikate (Ton) oder Kieselsäuregel ab (verfestigt: Chert, Chalcedon, entspricht etwa Jaspis), die hellgrau erscheinen. Diese Wechsellagerung führt dann zur Bänderung rot bis dunkelgrau-hellgrau. Es wird vermutet, dass diese Oxidation von Fe(2+) in den Weltmeeren durch bakteriell gebildeten Sauerstoff lange Zeit verhindert hat, dass der Sauerstoffgehalt der Atmosphäre steigen konnte. Erst als das gelöste Eisen in den Weltmeeren oxidiert und ausgefällt war, erreichte dieser bakteriell gebildete Sauerstoff die Atmosphäre.
Bänderung:
- wenn viel Sauerstoff gebildet wurde, fällt Eisenoxid aus ⇒ rote Schichten
- bei wenig Sauerstoff (d. h. wenig Bakterien) fällt kein Eisenoxid aus ⇒ graue Schichten

So entstehen Schichten unterschiedlicher Färbung, daher der Name.
Raseneisenerze sind die ältesten Eisenquellen des Menschen, abgesehen von den sehr seltenen Eisenmeteoriten, sie sind am leichtesten abbaubar und leicht zu reduzieren (Limonit), meist aber kleinräumig und schnell erschöpft.
Eisen kann als leichter lösliches Fe(2+) transportiert werden (z. B. gelöst aus verwitterten Silikatgesteinen) und im Boden nach Oxidation aus diesen eisenhaltigen Lösungen ausfallen und anreichern. Verkarsten/verwittern z. B. leicht eisenhaltige Kalksteine, dann fallen die eisenhaltigen Lösungen häufig in Karstspalten, Hohlräumen nach Oxidation zu Fe(3+) aus und bilden Konkretionen aus Eisenoxidhydraten (Limonit). Diese liegen meist in toniger Grundlage (Bolus), die einen nicht löslichen Verwitterungsrückstand der Kalksteine bildet. Die Limonitkonkretionen wurden Bohnerze genannt und bildeten z. B. als so genannte Doggererze in Südwestdeutschland (Markgräflerland, Hochfläche der Schwäbischen Alb, auch im Schweizer Jura) die Grundlage einer kleinen Eisenindustrie.

## Die Staaten mit der größten Förderung

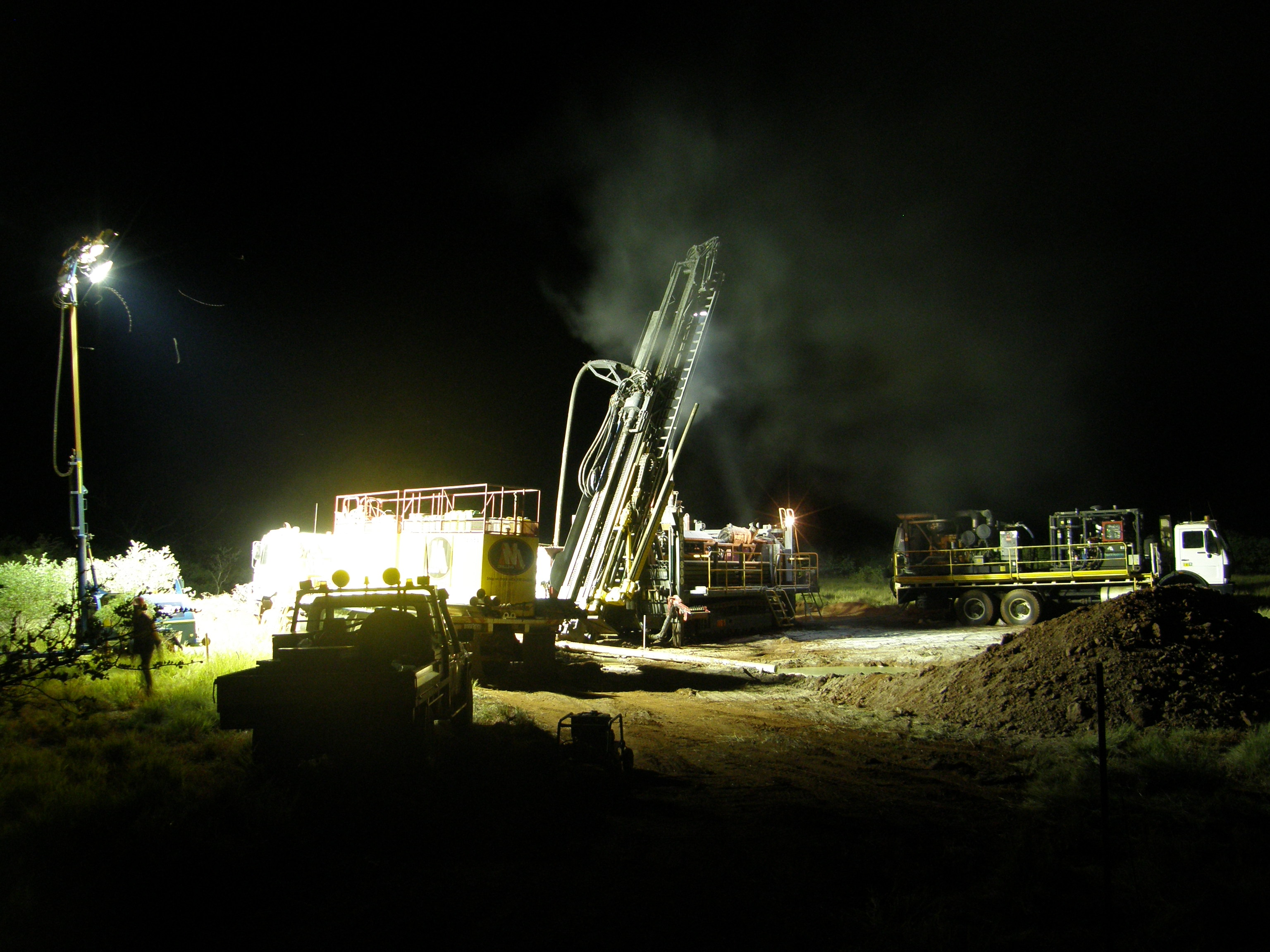
Eisenerzerkundung in der Pilbara, Western Australia

Im Amazonasurwald Brasiliens, in der Serra dos Carajás, befindet sich die größte Eisenerzlagerstätte der Welt mit geschätzten 17 Milliarden Tonnen Bänder-Eisenerz. Das Erz wird in einem riesigen Tagebau (Carajás-Mine) gewonnen. 
Im Jahr 2009 förderten China, Brasilien, Australien und Indien zusammen 83 % der Weltförderung und waren die vier bedeutendsten Eisenerzförderländer.

## Handel
Im Folgenden eine Darstellung der zehn größten Exportländer von Eisenerz gemessen am Ausfuhrwert im Jahr 2018. Das weltweite Exportaufkommen von Eisenerz summierte sich dabei insgesamt auf einen Wert in Höhe von 79,3 Milliarden Euro. 
| #  | Land        | Exporte (in Mrd. €) |
| -- | ----------- | ------------------- |
| 1  | Australien  | 43,2                |
| 2  | Brasilien   | 24,4                |
| 3  | Südafrika   | 23,2                |
| 4  | Kanada      | 16,4                |
| 5  | Ukraine     | 14,1                |
| 6  | Schweden    | 9,9                 |
| 7  | Niederlande | 8,4                 |
| 8  | Russland    | 3,3                 |
| 9  | Indien      | 2,4                 |
| 10 | Iran        | 1,3                 |

## Aufbereitung der Eisenerze

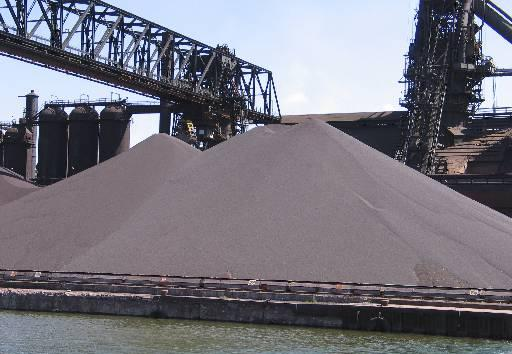
Eisenerzpellets für die Stahlproduktion

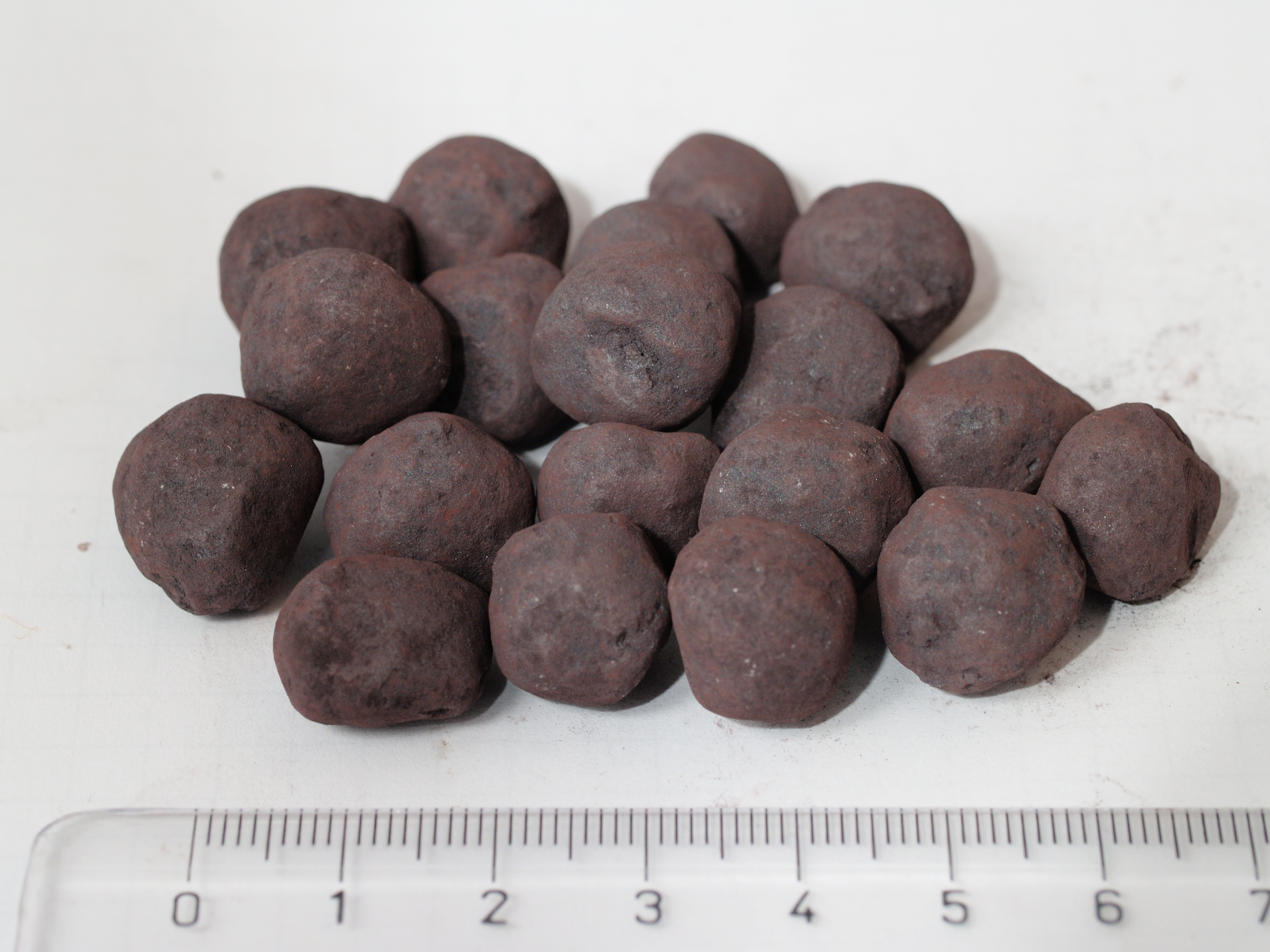
Eisenerzpellets

Nach der Förderung werden die Eisenerze am Abbauort aufbereitet und dabei von dem größten Teil der Gangart getrennt. Dadurch werden die Kosten für den Transport und die Weiterverarbeitung erheblich gesenkt.
Bei der Aufbereitung des Eisenerzes wird das Rohmaterial zuerst in mehreren Schritten zerkleinert. Als Zerkleinerungsaggregate kommen Kegelbrecher oder Backenbrecher sowie Mühlen wie zum Beispiel Kugelmühlen zum Einsatz. Wenn ein genügend großer Aufschluss hergestellt ist, erfolgt die weitere Sortierung. Mögliche Verfahrensschritte sind Flotation und Magnetscheidung. Im Anschluss daran wird das Eisenerzkonzentrat zu Eisenerzpellets weiterverarbeitet.

## Reduktion der Eisenerze im Hochofen
Im Hochofen-Prozess wird dem Eisenoxid durch eine chemische Reaktion mit Kohlenstoff und Kohlenmonoxid der Sauerstoff entzogen. Diese Art von Reaktion, bei der das Eisenoxid  reduziert und der Kohlenstoff oxidiert wird, nennt man Redoxreaktion.
Dabei werden auch andere Oxide, zum Beispiel Mangandioxid und Siliciumdioxid, reduziert. Ferner nimmt das Eisen Kohlenstoff auf. Darum entsteht im Hochofenprozess kein reines, sondern Roheisen, das Kohlenstoff, Silicium, Mangan, Phosphor und Schwefel enthält. Zudem sorgt der Schrottzuschlag für die Einbringung zahlreicher weiterer Legierungselemente. Anschließend wird aus dem Roheisen Stahl erzeugt.